# اوست-خاتاف
شهر اوست-خاتاف (به روسی: Усть-Катав) در کشور روسیه و در اوبلاست چلیابینسک واقع شده‌است.